# Катастрофа гелікоптера у Варзакані
Катастрофа гелікоптера Президента Ірану — авіаційна катастрофа гелікоптера Bell 212, який прямував до Тебризу, 19 травня 2024 року в іранському шагрестані Варзакан. У гелікоптері перебували президент Ірану Ібрагім Райсі, міністр закордонних справ Хусейн Амір-Абдуллахіан, губернатор провінції Східний Азербайджан Малек Рахматі та представник верховного лідера Хомейні в Східному Азербайджані Мохаммад Алі Але-Хашем. Численні команди рятувальників було залучено до пошуків вертольота, який, згідно з повідомленнями, розбився в районі лісу Дізмар.

## Перебіг подій
Інцидент стався коли Раїсі подорожував по іранській провінції Східний Азербайджан поблизу міста Джольфа, розташованого на кордоні з Азербайджаном. 

## Передісторія

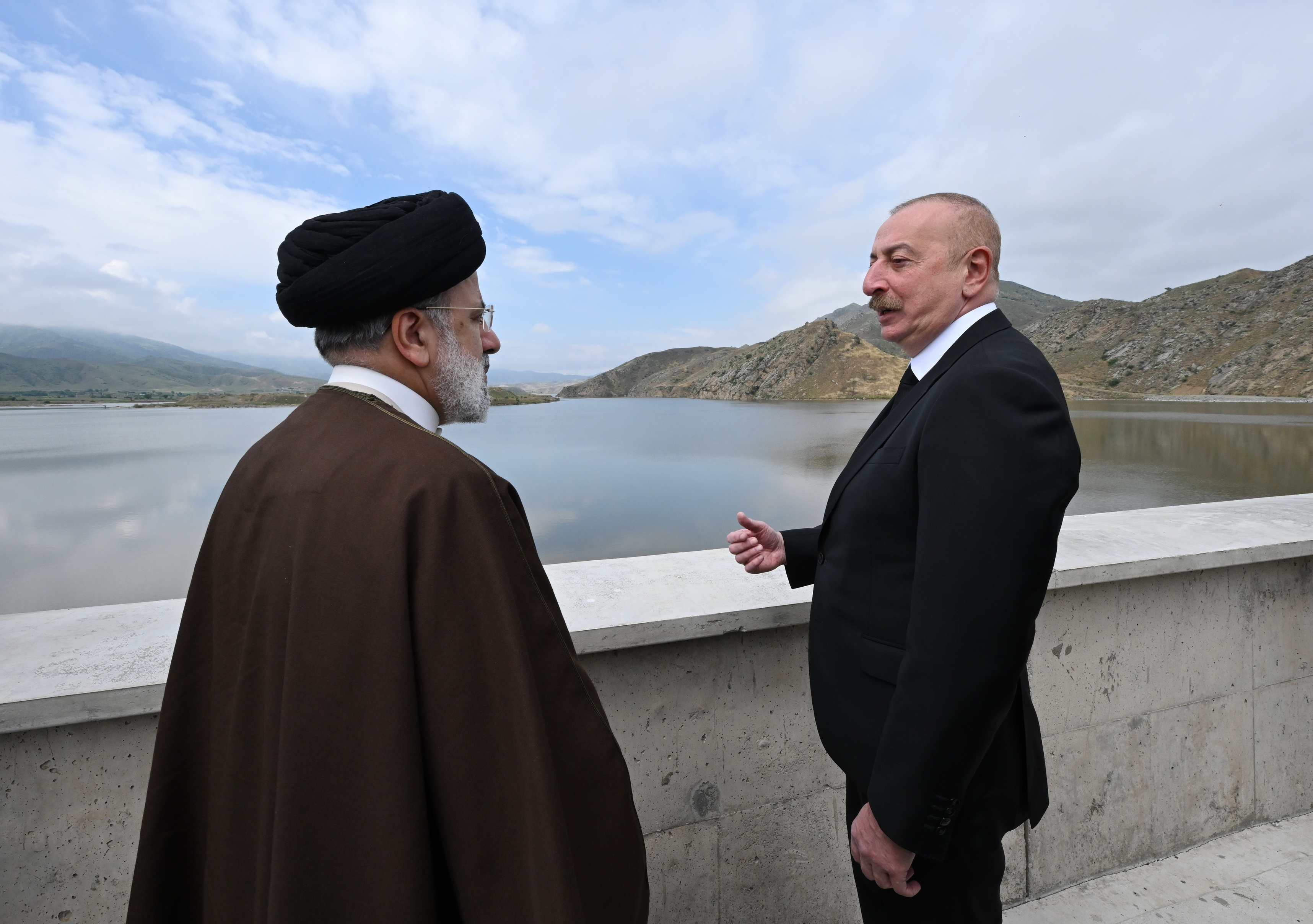
Президенти Раїсі (ліворуч) та Алієв (праворуч) на азербайджано-іранському кордоні в день катастрофи

Раніше цього ж дня Раїсі з президентом Ільхамом Алієвим відвідав Азербайджан для урочистого відкриття дамби Qiz Qalasi. Ця дамба знаменує третій спільний проєкт між Іраном та Азербайджаном на річці Аракс.
Згідно з іранським законодавством, у разі смерті президента його тимчасово замінить перший віцепрезидент (нині Мохаммад Мохбер). Вибори наступного президента мають бути проведені протягом шести місяців.

### Екіпаж і пасажири
На борту вертольота перебували 8 осіб - 3 члени екіпажу і 5 пасажирів.

#### Пасажири[12]
- Ібрагім Раїсі - іранський політик і державний діяч, президент Ірану (з 2021).
- Хосейн Амір Абдоллахіян - іранський політичний діяч, міністр закордонних справ Ірану (з 2021).
- Малек Рахматі[en] - іранський політичний діяч, губернатор провінції Східний Азербайджан (з 2024).
- Мохаммад Алі аль-Хашем[fa] - іранський політичний діяч, представник Вищого керівника Ірану в провінції Східний Азербайджан, імам Тебріза.
- Мехді Мусаві - глава служби безпеки президента, генерал КВІР.[13]

#### Екіпаж[14]
- Тахер Мостафаві - пілот-полковник.
- Мохсен Дарьянош - другий пілот-полковник.
- Майор Бехруз - технічний працівник.

## Катастрофа
19 травня 2024 року гелікоптер з Раїсі, міністром закордонних справ Хоссейном Аміром-Абдоллахіаном, губернатором Східного Азербайджану Малеком Рахматі та представником Верховного лідера Східного Азербайджану Мохаммадом Алі Але-Хашемом разом із двома іншими гелікоптерами вилетів конвоєм до Тебрізу. О 13:30 за іранським часом гелікоптер з Раїсі зник із радарів. Міністр енергетики Алі Акбар Мехрабіан і міністр житлово-комунального господарства і транспорту Мехрдад Базрпаш, які перебували на двох інших вертольотах, згодом приземлились.
Спочатку говорилося, що гелікоптер розбився біля Джольфи або на схід від села Узі. За даними IRNA, гелікоптер розбився в районі лісу Дізмар між селами Узі та Пір-Давуд.
19 травня іранське телебачення повідомило, що рятувальні операції ускладнилися через густий ліс і погану погоду, сильний дощ, туман і вітер. Для допомоги було залучено дрони, пошуково-рятувальні групи та спеціально навчених собак.

### Підтвердження катастрофи
20 травня 2024 року загибель президента Ірану внаслідок падіння вертольота підтвердив віцепрезидент країни Мохсен Мансурі. Вертоліт після падіння повністю згорів. Уряд Ірану скликав нараду.

## Реакція

### Внутрішня
Уряд Ірану скасував засідання кабінету міністрів.  Високопосадовці та члени Вищої ради національної безпеки вирушили до Тебрізу. Верховний лідер Алі Хаменеї, закликаючи націю до молитви, сказав, що «якщо народ Ірану не хвилюється, не буде жодних збоїв у роботі країни».
Державне телебачення транслювало молитви за Раїсі, а агентство Fars News закликало глядачів молитися за безпеку Раїсі.

### Міжнародна
Янез Ленарчич, єврокомісар з управління кризами, оголосив, що Європейський Союз активує службу супутникового картографування служби швидкого реагування Copernicus Emergency Management Service на запит Ірану. Допомогу в пошуках запропонували три сусіди Ірану: Ірак, Азербайджан і Вірменія.

## Наслідки

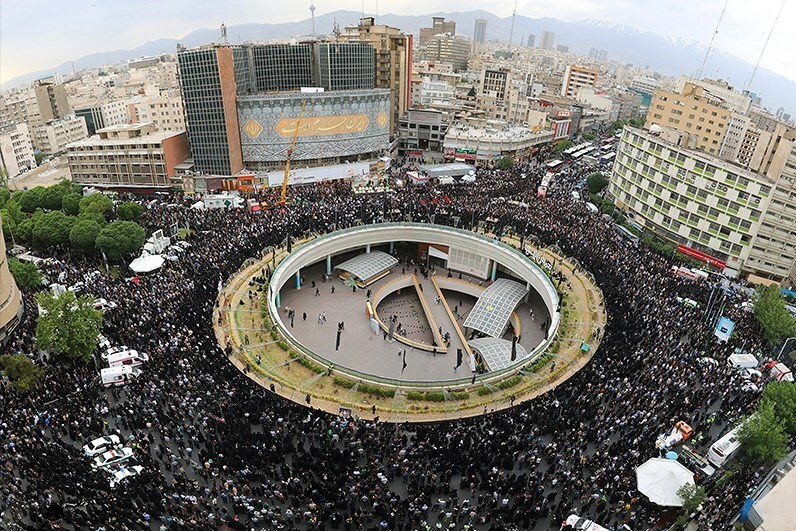
Наступного дня після оголошення про смерть Раїсі його прихильники зібралися на площі Валіаср, хоча раніше суд та установи безпеки погрожували людям жорсткою відповіддю щодо наслідків реакції, відмінної від урядової

Відповідно до іранської Конституції тимчасово виконувачем обов'язків президента став перший заступник - віцепрезидент Мохаммад Мохбер . 28 червня організовуються дострокові президентські вибори. В Ірані було оголошено п'ятиденну загальнонаціональну жалобу, але в країні також відбулися народні святкування з приводу смерті президента . Дні жалоби були оголошені в Бангладеш, Індії, Лівані, Пакистані, Сирії та Туреччині .